# Nokia E52
Nokia E52 är en smartphone från Nokia som lanserades i 2009.